# Віночок для підкарпатських діточок
«Віночок для підкарпатських діточок» — дитячий журнал в Ужгороді, виходив двічі на тиждень 1920—1924; спочатку видавництво Шкільного Відділу Цивільного Управління (1920—1923), з 1924 — додаток до дитячої газети «Наш Родный Край»; редактори І. Панькевич, Я. Розвада, А. Маркуш.
Видавався в Ужгороді від 20 лютого 1920 року; з 1924 до 1938 — у Тячеві. Після смерті редактора Ярослава Розводи (31 жовтня 1920) журнал редагував Іван Панькевич, який через обтяженість науковою роботою не зміг забезпечувати його вихід до кінця 1922—1923 навчального року і наступного навчального року часопис для малечі не видавався. У вересні 1924 року його випуск відновив Олександр Маркуш. Віночок виходив як прилога Нашого рідного краю до лютого 1927 року, а далі злився з ним, ставши журналом у журналі (1924).